# Портун
Порту́н или Порту́мн (лат. Portunus, Portumnus) — в древнеримской мифологии бог ключей, дверей и скота. Он охранял амбары с зерном. Постепенно в народном сознании совместились слова porta («ворота, вход») и portus («гавань»), поскольку гавань можно назвать «воротами моря». По этой причине Портун стал отождествляться с Палемоном, превратившись в бога портов и гаваней. По одному из прочтений Арнобия, Портун посылал морякам безопасное плавание. Портун появляется и в «Энеиде».
В честь Портуна был установлен праздник Портуналии, проводившийся 17 августа. Считается, что в этот праздник люди бросали в огонь старые ключи для очищения, так как ключ был атрибутом Портуна. Согласно другому прочтению, ключи приносили на форум. Главный храм Портуна находился в Риме, на Бычьем форуме; ещё один храм был неподалёку от Эмилиева моста.
Функции и атрибуты Портуна сближают его с Янусом. Его также изображали с двумя головами, смотрящими в разные стороны; такие изображения можно было увидеть на монетах и корабельных носах. Храм Януса на Овощном рынке был освящён именно 17 августа, в день Портуналий.
По одной из версий, Портун первоначально был богом мужской судьбы и составлял пару с богиней Фортуной.
Жрецом Портуна был один из младших фламинов (flamen Portunalis). Среди его обязанностей было проведение ритуала, при котором он покрывал особой мазью копьё статуи Квирина. Эта мазь хранилась в специальной вазочке (persillum).
Джулиано Бонфанте полагал, что Портун — очень древнее божество, сохранившееся с тех пор, когда латины строили дома на сваях. Первоначально он был богом бродов. По мнению Бонфанте, латинские слова porta («ворота») и portus («гавань») происходят от одного индоевропейского корня, означавшего «брод».
Оксфордский словарь указывает, что английское слово importunate («настойчивый») восходит к латинскому importunus («неподходящий»), первоначально обозначавшему ненастную погоду и восходящему к имени бога Портуна.